# Lycée Hélène-Boucher
Le lycée Hélène-Boucher est un établissement public polyvalent situé au 75 cours de Vincennes dans le 20e arrondissement de Paris. C'est un lycée qui a une tradition généraliste, les séries scientifique, économique et sociale, et littéraire y sont chacune présentes.

## Historique
Construits à partir de 1935 sur le site de l'usine à gaz de la porte de Vincennes (dite usine de Saint-Mandé), les bâtiments sont l'œuvre de l'architecte Lucien Sallez et sont un exemple de l'architecture monumentale rationaliste et Art déco des années 1930. Parmi les éléments artistiques notables du lycée, se trouvent dans les ailes latérales des fresques de Pierre-Eugène Clairin et de Frédéric Deshayes, ainsi que dans le réfectoire une importante fresque de Charles Picart Le Doux intitulée Le Lac, et le vitrail en triptyque, dont le centre représente Athena, de l'atelier de Louis Barillet dessiné par Jacques Le Chevallier .
L'établissement, qui doit accueillir environ 1 800 élèves, est inauguré en 1938 et doit son nom à Hélène Boucher (1908-1934), pionnière de l'aviation décédée accidentellement très peu d'années auparavant, près de Guyancourt dans les Yvelines. Le lycée Hélène-Boucher fut réservé aux filles pendant plus de 40 ans (jusqu'à l'arrivée de la mixité en 1972), et constituait ainsi le pendant du lycée Voltaire dans l'Est parisien destiné aux garçons.
Durant la Seconde Guerre mondiale, une partie du lycée, l'aile Maraîchers situé au 89 cours de Vincennes (aujourd’hui devenue le lycée Maurice-Ravel), fut occupée par une Kommandantur allemande. Le lycée organisait annuellement des rencontres avec d'anciens résistants.

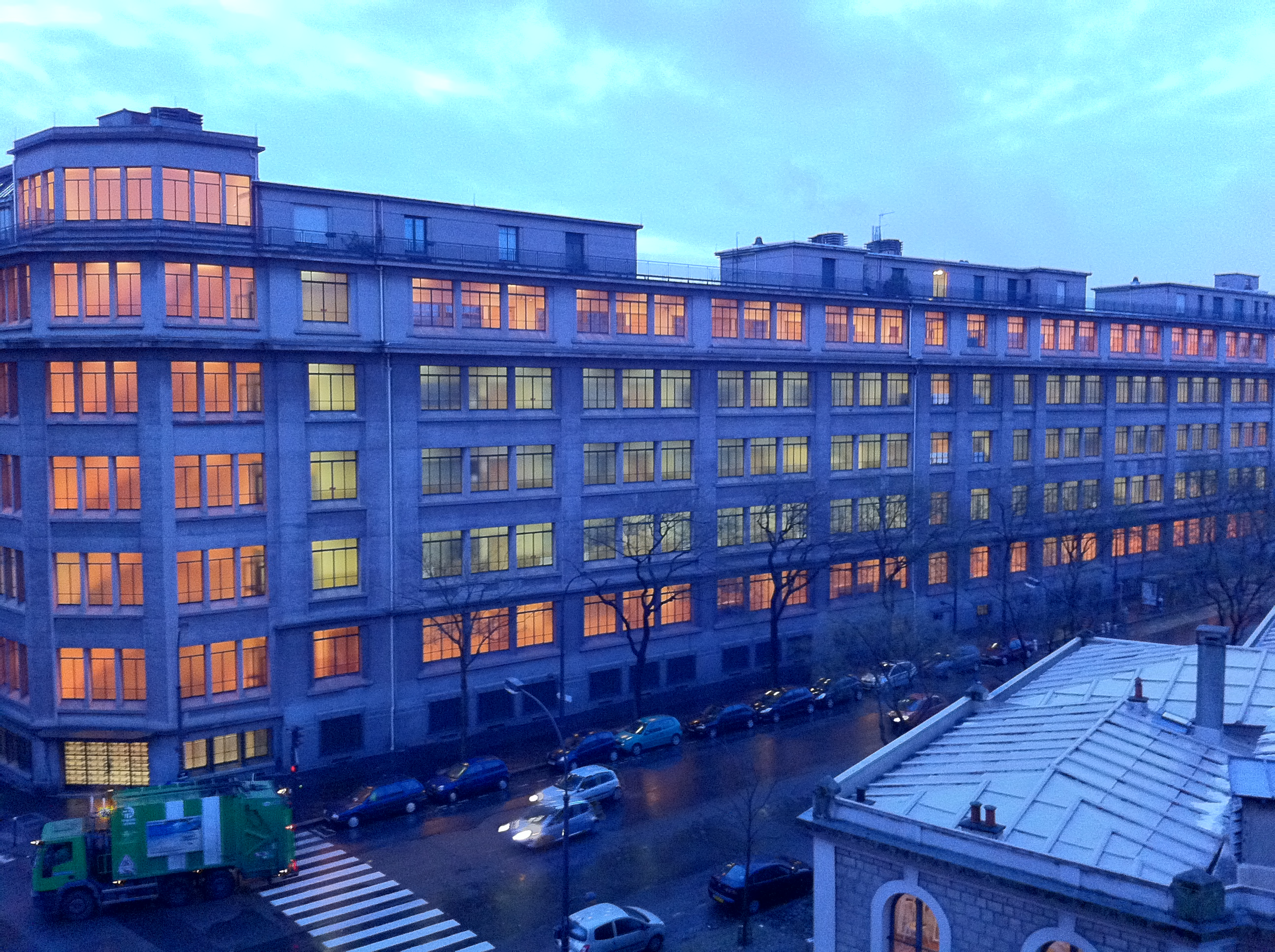
Vue de nuit.
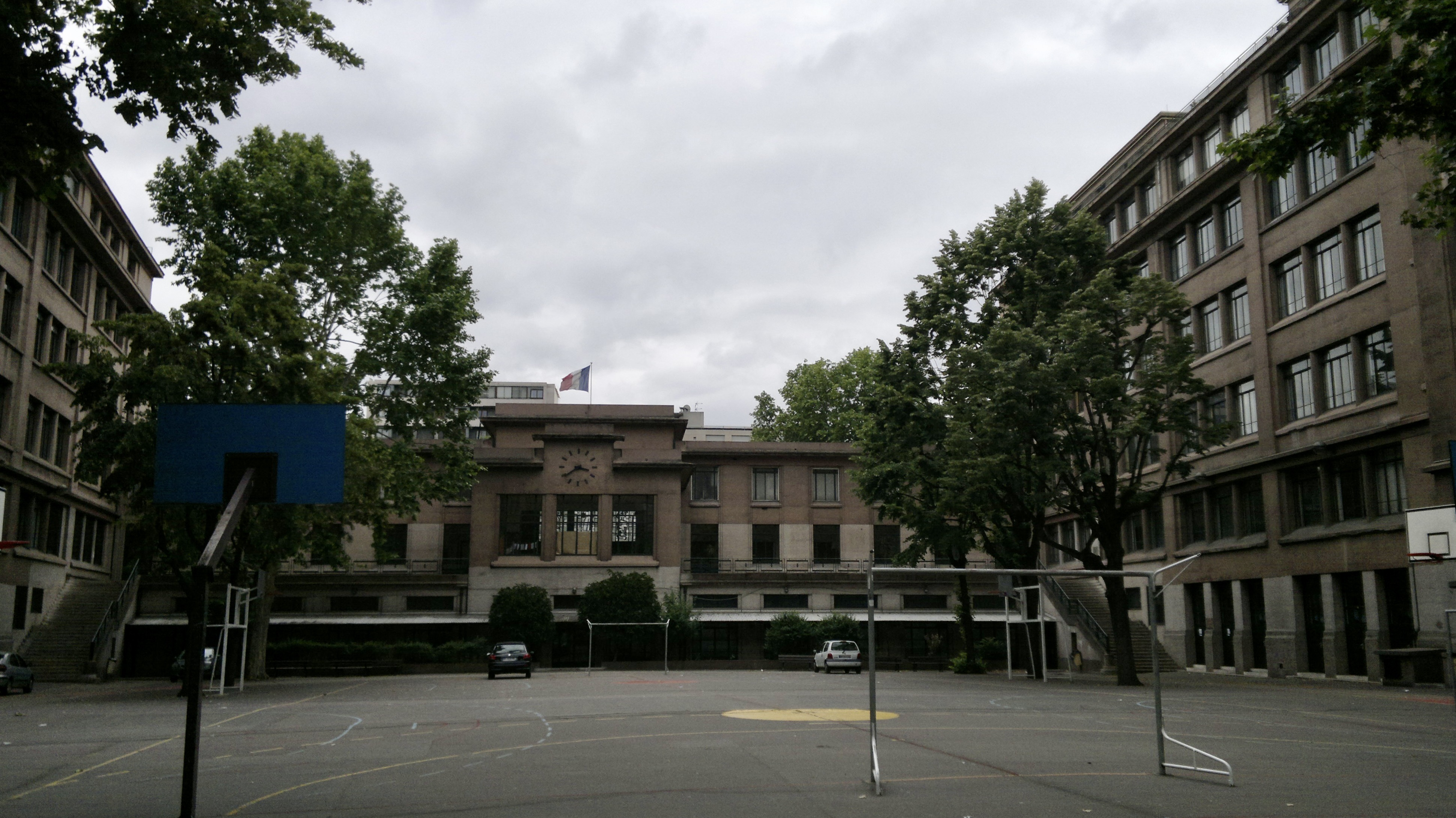
Cour du lycée.
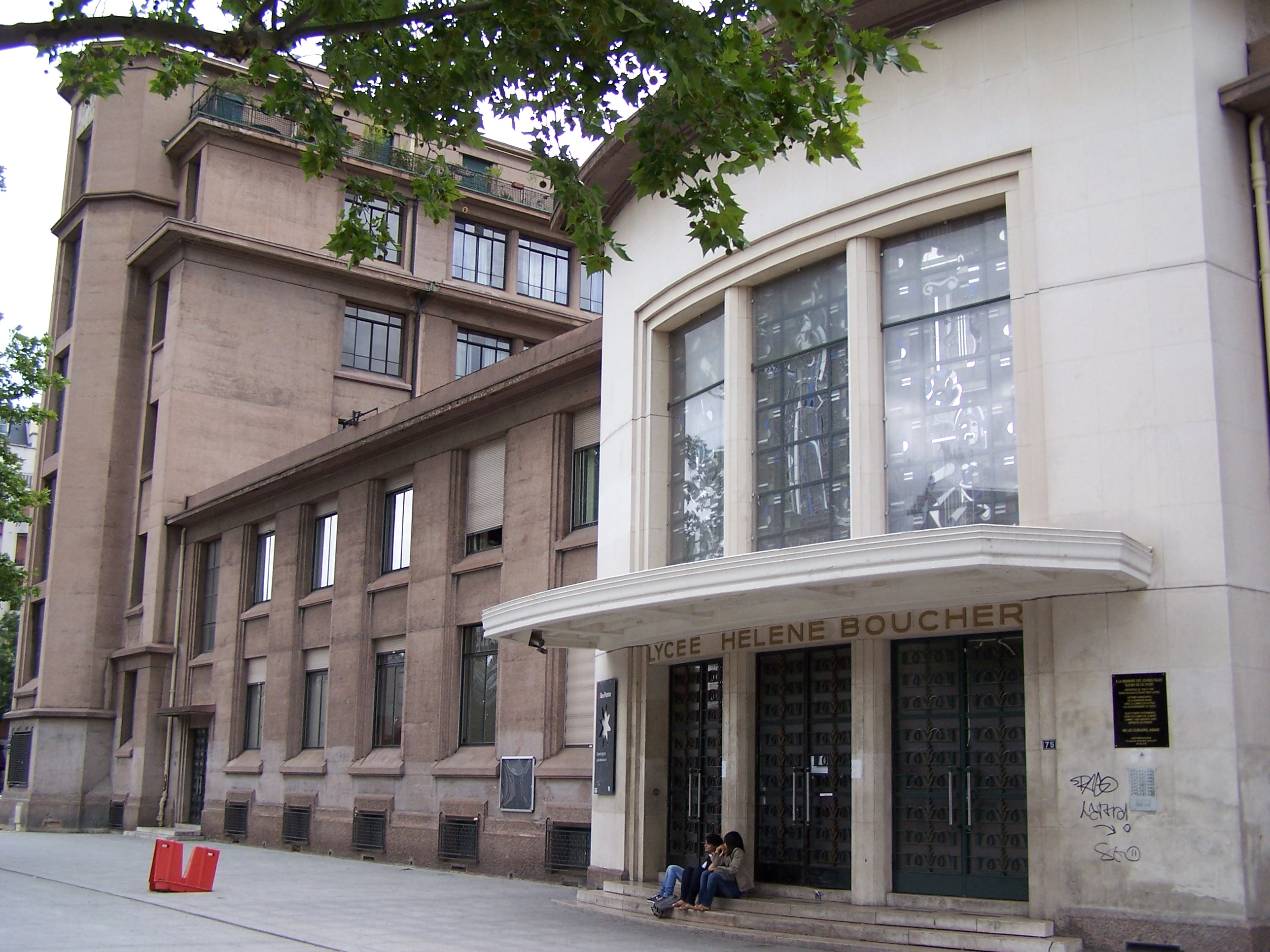
Extérieur Art déco.

### Architecture
La cité scolaire Hélène-Boucher a été conçue par l’architecte Lucien Sallez et inaugurée en 1938. Lucien Sallez est formé à l’Ecole des Beaux Arts et est nommé architecte en chef des Monuments Historiques de 1906 à 1937 dans de nombreux départements français comme les Pyrénées Orientales ou la Haute Savoie. Le lycée est construit sur les restes d’une ancienne usine à gaz à la suite d'un décret du 3 octobre 1937 qui demande « un lycée national de jeunes filles qui recevra des externes libres, des externes surveillées et des demi-pensionnaires ».
La disparition des fortifications autour de Paris dans les années 1920 laisse un quartier bon marché pour construire un lycée de jeunes filles au Cours de Vincennes. Les caractéristiques externes de ce bâtiment donnent un plan au sol en forme de trapèze de 8 500 m². Le lycée occupe un pâté de maisons entier. Il est construit en béton armé avec un revêtement de marbre et porphyre concassés de teinte rosée. L’aspect extérieur est massif et est transpercé de grands bandeaux de fenêtres de chaque côté. Il possède deux grandes ailes principales et forme un U.

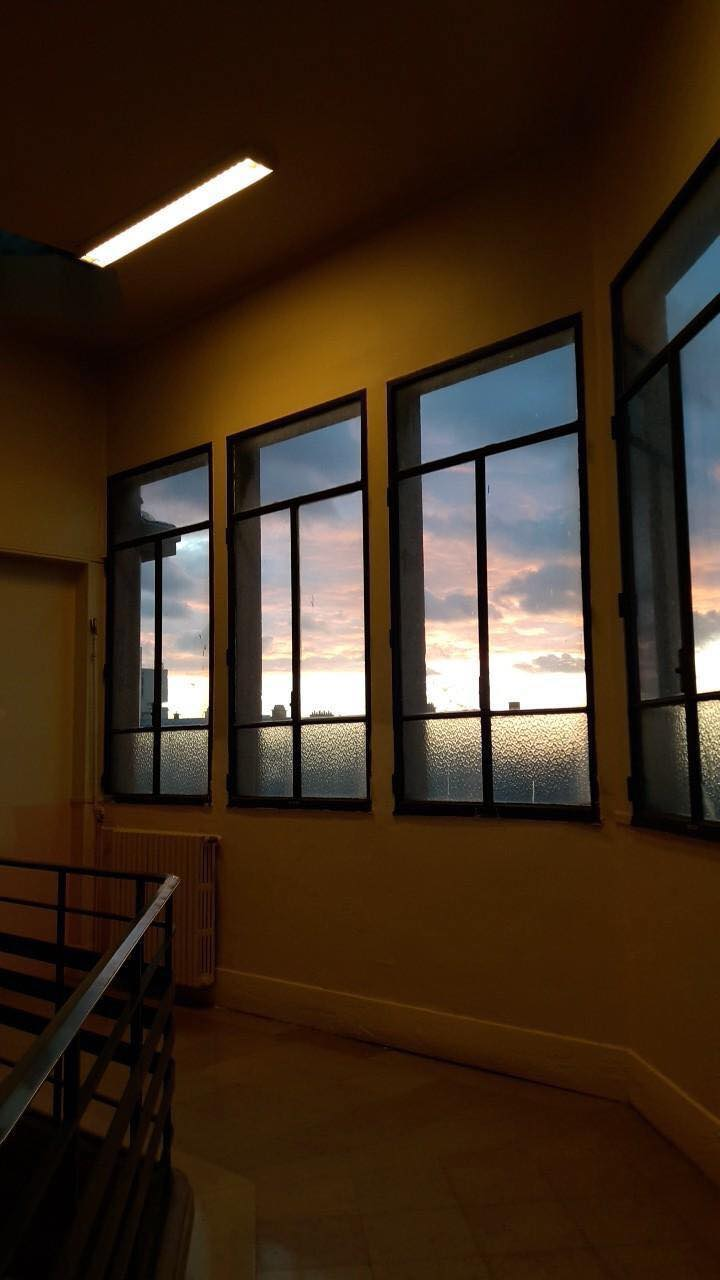
Fenêtres style moderne.

Les façades latérales comptent six étages avec des bandeaux de trois grandes fenêtres par classe, mais aussi dans les escaliers. Les fenêtres hautes et rectangulaires laissent entrer la lumière grâce à l’absence de croisillons et des ouvertures extrêmement fines en fer forgé. Le rectangle est un motif que l’on retrouve beaucoup sur les façades.
Le traitement de la lumière naturelle une volonté de l’architecte moderniste qui souhaite rendre l’étude la plus éclairée possible par la lumière du jour. Le bâtiment est largement ajouré que ce soit de l’intérieur ou de l’extérieur. Il est conçu de telle sorte à ce que l’on puisse voir toutes les autres salles depuis celle où l’on se trouve. Sa forme en U lui donne un aspect d’amphithéâtre avec de larges ouvertures.
L’établissement possède de nombreux ornements Art déco qui se veulent symbole de la modernité des années 1930.
Les vitraux qui font la singularité du hall d’entrée sont indicateurs de la fonction du bâtiment, ce qui est caractéristique du mouvement Art déco. La lunette astronomique, les formes géométriques et le matériel de chimie à droite évoquent les thèmes des sciences. Le parchemin, les masques de théâtre évoquent celui des lettres. Les deux encadrent Athena, la déesse de la sagesse et des maîtres d’école. Le style est avant-gardiste, le verre incolore laisse entrer la lumière sans colorer les fresques.
Les escaliers sont en colimaçon, mais gardent une forme géométrique angulaire avec des rampes également en fer forgé. Ils sont en pierre beige, ce qui donne un rendu lumineux. Les ouvertures sont également très larges, les passages donnent un aspect monumental au bâtiment.

## Formations
L'établissement dispose d'une partie collège et d'une partie lycée, recrutant dans l'ensemble de l'est parisien (12e et 20e arrondissement essentiellement). Il compte, en 2007, au total environ 1 773 élèves dont 170 élèves en classes préparatoires. Les langues proposées sont : l'anglais, l'allemand, l'espagnol, l'italien, le russe, le latin, le grec ancien et l'hébreu en LIE (langue inter-établissements). Toutes les spécialités du baccalauréat dans les différentes séries y sont proposées aux élèves. En série L, depuis 1994, le lycée a la particularité de proposer la spécialité histoire des arts, enseignée de la première à la terminale grâce à une équipe pluridisciplinaire (littérature, histoire, musique, arts plastiques). Cette spécialité peut être poursuivie en classe préparatoire littéraire (Khâgne lettres, sciences humaines).

### Classement du lycée
En 2017, le lycée se classe 72e sur 112 au niveau départemental quant à la qualité d'enseignement, et 728e sur 2277 au niveau national. Le classement s'établit sur trois critères : le taux de réussite au bac, la proportion d'élèves de première qui obtient le baccalauréat en ayant fait les deux dernières années de leur scolarité dans l'établissement, et la valeur ajoutée (calculée à partir de l'origine sociale des élèves, de leur âge et de leurs résultats au diplôme national du brevet).

### Classement des CPGE
Le classement national des classes préparatoires aux grandes écoles (CPGE) se fait en fonction du taux d'admission des élèves dans les grandes écoles. En 2015, L'Étudiant donnait le classement suivant pour les concours de 2014 :
| Filière | Élèves admis dans une grande école* | Taux d'admission* | Taux moyen sur 5 ans | Classement national | Évolution sur un an |
| --- | ----------------------------------- | ----------------- | -------------------- | ------------------- | ------------------- |
| ECS | 1 / 27 élèves                       | 4 %               | 5 %                  | 46e sur 95          | 2                   |
| Khâgne LSH | 1 / 35 élèves                       | 3 %               | 2 %                  | 27eex-æquo sur 73   | 46                  |
| Source : Classement 2015 des prépas - L'Étudiant (Concours de 2014). * le taux d'admission dépend des grandes écoles retenues par l'étude. Par exemple, en filière ECE et ECS, ce sont HEC, ESSEC, et l'ESCP ; en khâgne, ce sont l'ENSAE, l'ENC, les 3 ENS, et 5 écoles de commerce. |                                     |                   |                      |                     |                     |

## Personnalités notables du lycée

### Enseignants
- Benoît Pellistrandi (1966), professeur d'histoire et géographie de 2005 à 2011[15].
- Frank Tétart (1968-), géopolitologue, professeur d'histoire et géographie en 2016-2017.

### Élèves
Par ordre chronologique des années de naissance : 
- Louise Jacobson (1924-1943), déportée juive assassinée à Auschwitz
- Annie Girardot  (1931-2011), comédienne[16]
- Françoise Sagan[réf. nécessaire] (1935-2004), écrivain
- Michèle Blumenthal (née en 1943), femme politique
- Sylvie Vartan (née en 1944), chanteuse[17]
- Hélène Ploix (née en 1944), administratrice et dirigeante française d’entreprises[18]
- Martine Monteil[réf. nécessaire] (née en 1950), haut-fonctionnaire et commissaire de police
- Dominique Stoppa-Lyonnet (née en 1956), généticienne[réf. nécessaire]
- Marie Myriam[19] (1957-), chanteuse
- Béatrice Mousli (née en 1966), professeur de littérature française à l'université de Californie du Sud, biographe, Prix de la biographie de l'Académie française 1998.
- Odile Benyahia-Kouider[réf. nécessaire] (1966-), journaliste
- Cyril Hanouna[réf. nécessaire] (1974-), animateur de télévision, producteur de télévision, et animateur de radio
- Kim Chapiron[réf. nécessaire] (né en 1980), réalisateur
- Judith Davis[réf. nécessaire] (née en 1982), actrice, réalisatrice
- Clément Viktorovitch (né en 1984), politiste[20]
- Mounir Mahjoubi[réf. nécessaire] (né en 1984), homme politique
- Marlyse Rose Tongo Douala Bell, femme politique camerounaise
- François Civil (1990), acteur (il a triplé sa seconde)
- Arthur Casas (2004)
- Milo Machado-Graner (né en 2008), acteur

## Accès
Le lycée est desservi par la ligne 1 à la station Porte de Vincennes, ainsi que par les tramway d'Île-de-France 3a et 3b à l’arrêt Porte de Vincennes.